# Барулин, Владимир Семёнович
Влади́мир Семёнович Бару́лин (7 января 1931, с. Октябрьское, Украинская ССР — 2008) — советский и российский философ

, специалист в области социальной философии, социально-философской антропологии. Доктор философских наук, профессор. Профессор (1977—2008) и заведующий (1981—1987) кафедрой философии Института профессиональной переподготовки и повышения квалификации Московского государственного университета им. М. В. Ломоносова.

## Биография
В 1954 году окончил философский факультет Киевского государственного университета имени Т. Г. Шевченко, в 1959 году — аспирантуру по кафедре философии Московского областного педагогического института.
С 1954 года — преподавал философию в Луцком педагогическом институте, с 1957 года — в Барнаульском педагогическом институте, с 1967 года — в Алтайском политехническом институте (в 1964—1967 годах заведовал кафедрой философии).
В 1959 году в МОПИ имени Н. К. Крупской защитил диссертацию на соискание учёной степени кандидата философских наук по теме «Развитие форм диалектического отрицания в истории человеческого общества».
В 1971 году в Институте философии АН СССР защитил диссертацию на соискание учёной степени доктора философских наук по теме «Отношение материального и идеального в обществе как проблема исторического материализма».
С 1977 года — профессор кафедры философии Института профессиональной переподготовки и повышения квалификации при Московском университете (в 1981—1987 годах — заведующий кафедрой).

## Научная деятельность
Основные направления научных исследований — социальная философия, социально-философская антропология.
Исследуя отношения материального и идеального в обществе, показал, что это отношение является методологической основой как всей системы социально-философского знания, так и — в своих модификациях — базой для выделения подсистем законов и категорий, определённых уровней данного знания («категориальных рядов»). Предложил определения базовых сфер общественной жизни, выявил их детерминационные и функциональные связи, раскрыл историческую эволюцию как конституирование основных сфер и как динамизм, многоплановость всей системы их взаимосвязей.
Разработал общую концепцию социальной философии, её предмета, системы законов и категорий, структуры, методологических функций. Выделил три уровня структуры социальной философии: основные сферы жизни общества; основные формы интегрального бытия и функционирования общества (структура общества, общество как исторический процесс, движущие силы развития общества); общество как целостный мир (общество как природный мир, общество как творение человека, общество как мир культуры).
Выделив особый класс философско-антропологических законов, раскрывающих субстанциально-определяющую роль человека по отношению к обществу, пришёл к выводу о необходимости конституирования социально-философской антропологии как самостоятельной ветви философии знания, опирающейся на общие положения философской антропологии и находящейся в отношении дополнительности к социальной философии. Определил предмет социально-философской антропологии как «закон взаимодействия обществ, сущности человека и человеческой сущности общества в их многоплановости и всемирно-историческом развитии», раскрыл социально-созидательный потенциал человека, духовность как сферу его сущности, охарактеризовал всеобщие модусы человеческого бытия, к числу которых наряду со свободой творчества относятся смысло-ценностное самоутверждение, устремление к абсолютному. Выдвинул положение об антропологическом детерминизме, о формах представленности человека в обществе, его структурах, о различных механизмах античеловеческого «оборачивания» общества и его институтов и ряд других.
Автор свыше 150 научных работ, в том числе 11 монографий.

### Избранные труды
- Барулин В. С. Диалектика сфер общественной жизни. — М.: Изд-во МГУ, 1982. — 230 с. — 7580 экз.
- Барулин В. С. Исторический материализм : Современ. тенденции развития. — М.: Мысль, 1986. — 285 с. — 13 000 экз.
- Барулин В. С. Основы социально-философской антропологии. — М.: Академкнига, 2002. — 455 с. — (Новая философская серия; Университетская библиотека). — 1000 экз. — ISBN 5-94628-006-6.
- Барулин В. С. Российский человек в XX веке : Потери и обретения себя. — СПб.: Алетейя, 2000. — 431 с. — 1300 экз. — ISBN 5-89329-272-3.
- Барулин В. С. Соотношение материального и идеального в обществе : (методологические аспекты проблемы). — М.: Политиздат, 1977. — 143 с. — (Актуальные проблемы исторического материализма). — 40 000 экз.
- Барулин В. С. Социальная жизнь общества : Вопр. методол. — М.: Изд-во МГУ, 1987. — 184 с. — 5350 экз.
- Барулин В. С. Социально-философская антропология : Общ. начала социал.-филос. антропологии. — М.: Онега, 1994. — 252 с. — 3000 экз. — ISBN 5-900739-02-3.
  - Барулин В. С. Смерть и бессмертие как грани человека // «Здравый смысл». — 2007. — № 4 (45)

Учебники
- Алексеев П. В., Барулин В. С. Актуальные проблемы марксистско-ленинской философии : Учеб. пособие для ун-тов марксизма-ленинизма. — М.: Политиздат, 1989. — 366 с. — (Для системы политической учебы). — 50 000 экз. — ISBN 5-250-01064-4.
- Барулин В. С. Социальная философия : [Учеб. для вузов : В 2 ч.]. — М.: Изд-во МГУ, 1993. — 334+236 с. — 10 000 экз. — ISBN 5-211-02599-7.
  - Социальная философия : Учеб. для студентов вузов. — 2-е изд., испр. и доп. — М.: Изд.-торг. дом «ГРАНД» : ФАИР-Пресс, 1999. — 559 с. — 5000+3000 экз. — ISBN 5-8183-0072-2.
- Барулин В. С. Социально-философская антропология. Человек и общественный мир : учебное пособие для студентов ВУЗов, обучающихся по направлению ВПО № 030100 (Философия). — М.: Альма матер : Академический проект, 2007. — 493 с. — (Gaudeamus; Учебное пособие для вузов; Единый гуманитарный мир. Философия; Технологии). — 1000 экз. — ISBN 978-5-8291-0771-6. ISBN 978-5-902766-36-0
- Барулин В. С., Добреньков В. И. Изучение материалов XXVII съезда КПСС в курсе марксистско-ленинской философии : [Метод. пособие для преподавателей высш. и сред. спец. учеб. заведений]. — М.: Высшая школа, 1986. — 94 с. — (XXVII съезд КПСС). — 40 000 экз. — ISBN 5-250-01064-4.
- Лебедев С. А., Апресян Р. Г., Барулин В. С. и др. Философия: университетский курс : [Учеб. для студентов, магистров, аспирантов] / Под общ. ред. С. А. Лебедева. — М.: ГРАНД : ФАИР-Пресс, 2003. — 525 с. — 5000 экз. — ISBN 5-8183-0692-5.